# Вила д'Алме (Бергамо)
Вила д'Алме (итал. Villa d'Almè) је насеље у Италији у округу Бергамо, региону Ломбардија.
Према процени из 2011. у насељу је живело 6208 становника. Насеље се налази на надморској висини од 301 м.

## Становништво
| 1931. | 1936. | 1951. | 1961. | 1971. | 1981. | 1991. | 2001. | 2011. |
| ----- | ----- | ----- | ----- | ----- | ----- | ----- | ----- | ----- |
| 3.326 | 3.218 | 4.091 | 4.733 | 5.512 | 5.697 | 5.798 | 6.617 | 6.811 |